# Okręgowe rozgrywki w piłce nożnej woj. olsztyńskiego (1946)
Drużyny z województwa olsztyńskiego występujące w ligach centralnych i makroregionalnych:
- Mistrzostwa Polski - Kolejowy KS Olsztyn

Rozgrywki okręgowe
- Klasa A - 2 grupy (II poziom rozgrywkowy)
- Klasa B (III poziom rozgrywkowy)

## Klasa A

### gr. I
| Poz. | Klub                      | M  | Pkt. |
| ---- | ------------------------- | -- | ---- |
| 1    | OKS Olsztyn               | 10 | 19   |
| 2    | KKS Olsztyn               | 10 | 17   |
| 3    | WKS Olsztyn               | 10 | 8    |
| 4    | Społem Lidzbark Warmiński | 10 | 8    |
| 5    | Społem Szczytno           | 10 | 6    |
| 6    | Zryw Olsztyn              | 10 | 2    |

### gr. II
| Poz. | Klub                 | M  | Pkt. |
| ---- | -------------------- | -- | ---- |
| 1    | Granica Olsztyn      | 10 | 15   |
| 2    | WKS/Grunwald Ostróda | 10 | 15   |
| 3    | ZZK Ostróda          | 10 | 13   |
| 4    | Pocisk Olsztyn (b)   | 10 | 10   |
| 5    | Warmiak Olsztyn      | 10 | 7    |
| 6    | KKS Morąg            | 10 | 0    |

### Finał
| Poz. | Klub                 | M | Pkt. |
| ---- | -------------------- | - | ---- |
| 1    | KKS Olsztyn          | 6 | 11   |
| 2    | OKS Olsztyn          | 6 | 5    |
| 3    | WKS/Grunwald Ostróda | 6 | 4    |
| 4    | Granica Olsztyn      | 6 | 4    |